# Plaza de los Libertadores
La plaza de los Libertadores, originalmente denominada plaza Bolívar, es un espacio público y plaza principal ubicado en el distrito de Pueblo Libre, en la ciudad de Lima, capital del Perú.
A su alrededor se levantan casonas republicanas e importantes edificios del distrito, como el Palacio de la Magdalena, que hoy es la sede del Museo Nacional de Arqueología, Antropología e Historia del Perú. En el lado oeste de la plaza se encuentra un busto de grandes dimensiones del libertador Simón Bolívar, obra del español Victorio Macho, que fue donado por el Gobierno de Venezuela en 1985. Otro elemento arquitectónico destacable es la pileta de bronce, que data de 1742, instalada en el centro de la plaza y que reemplazó a una desaparecida pérgola.